# Cyrtomium
Cyrtomium är ett släkte av träjonväxter. Cyrtomium ingår i familjen Dryopteridaceae.

## Bildgalleri

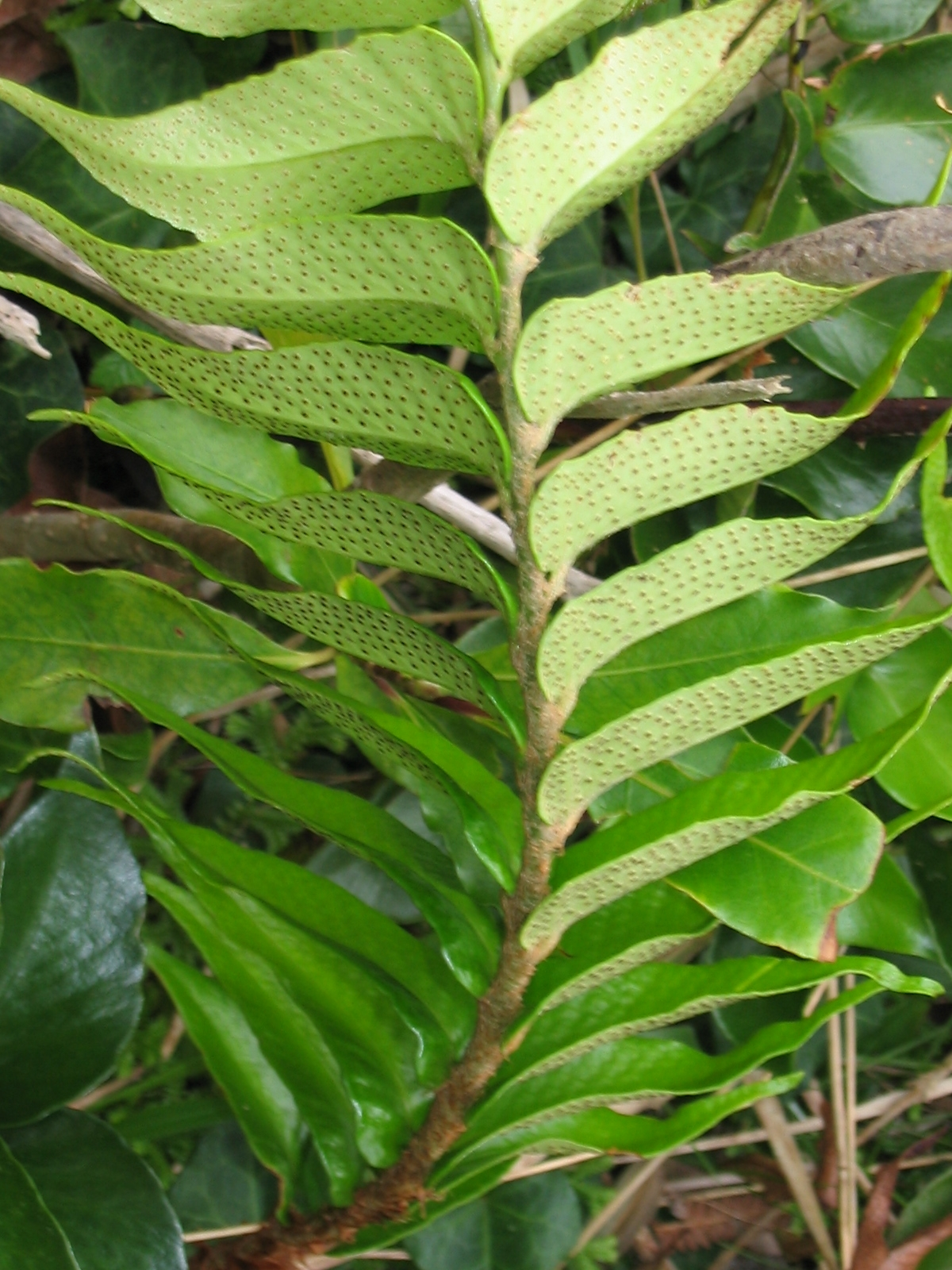
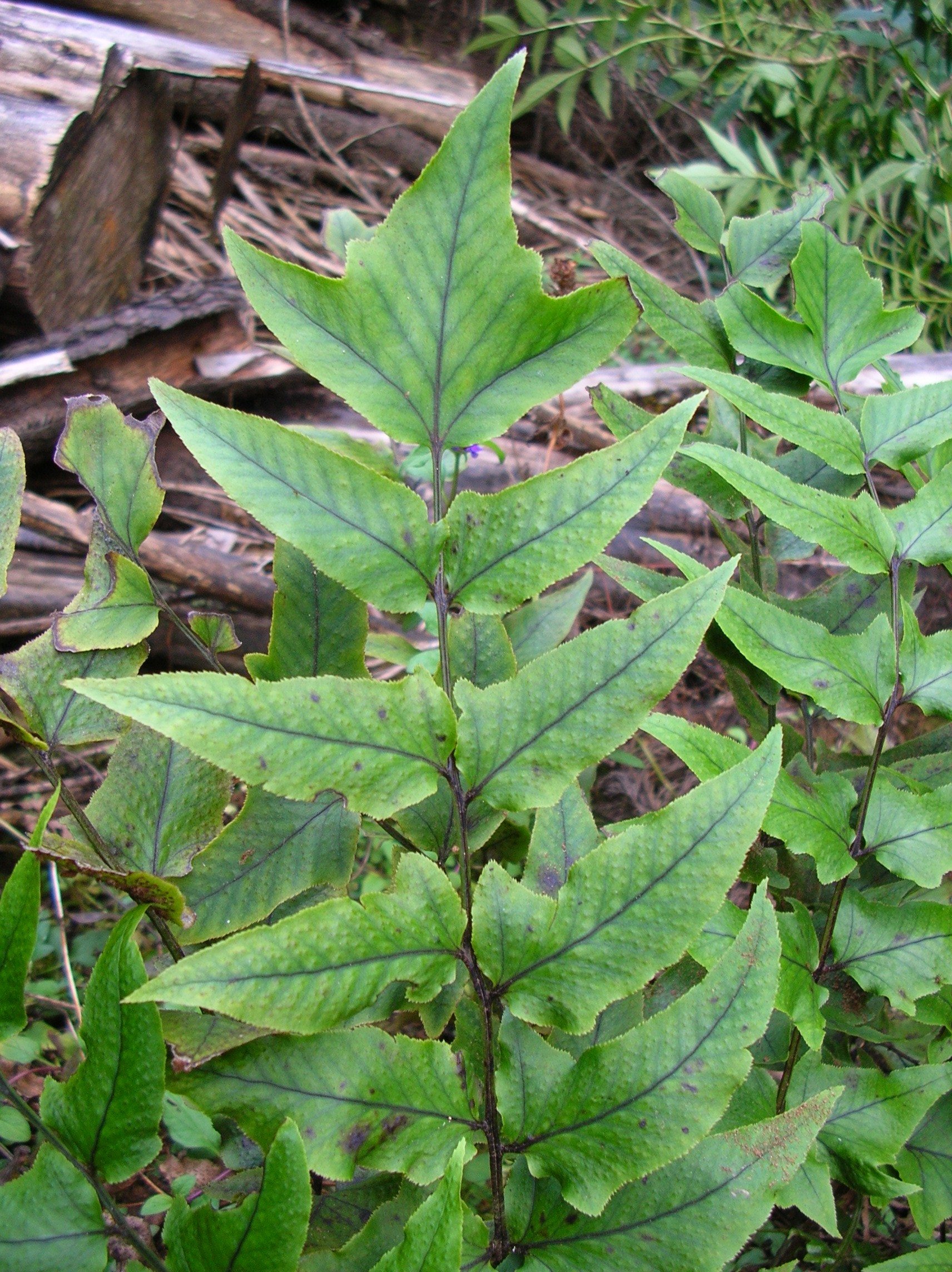
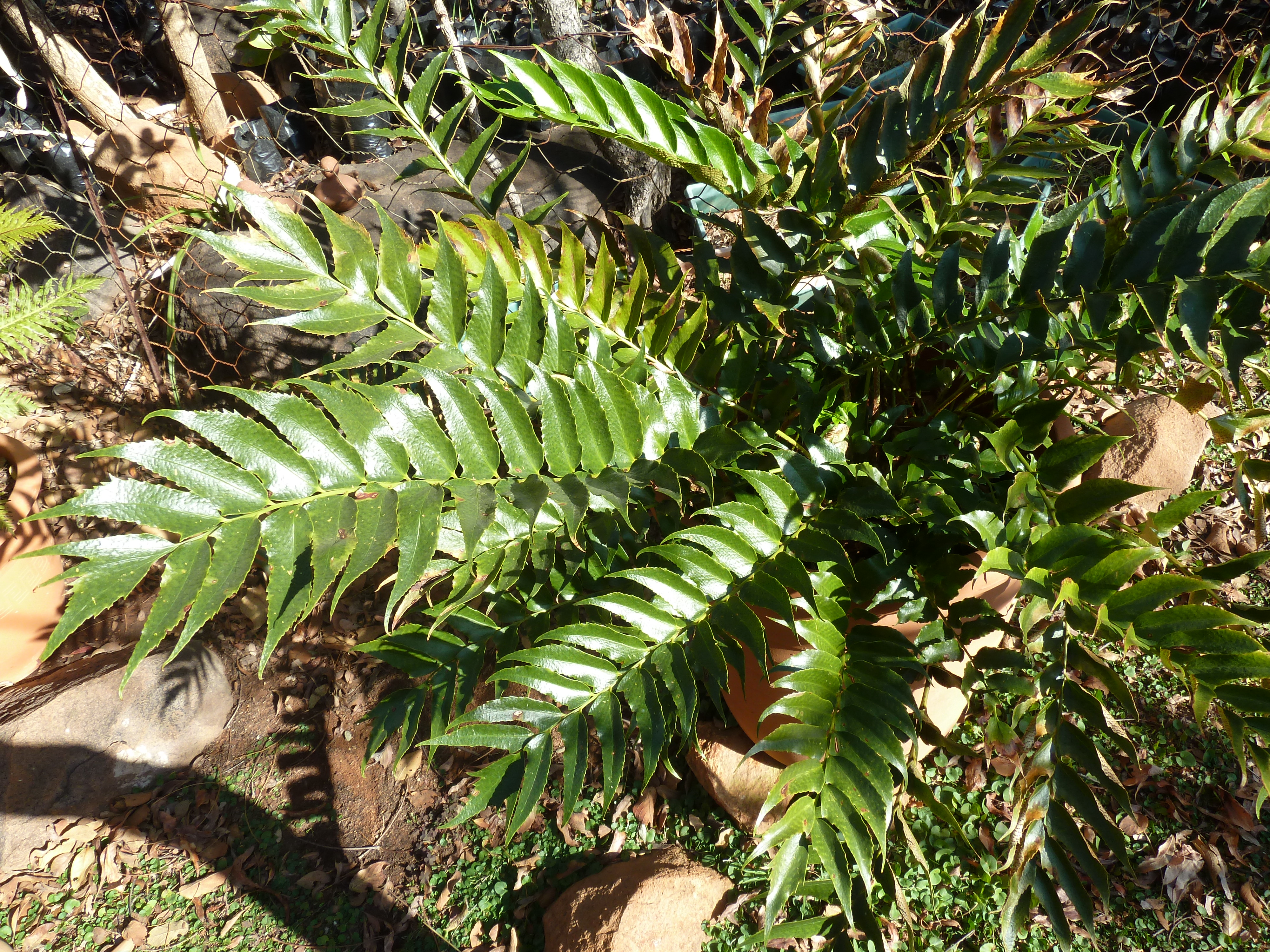
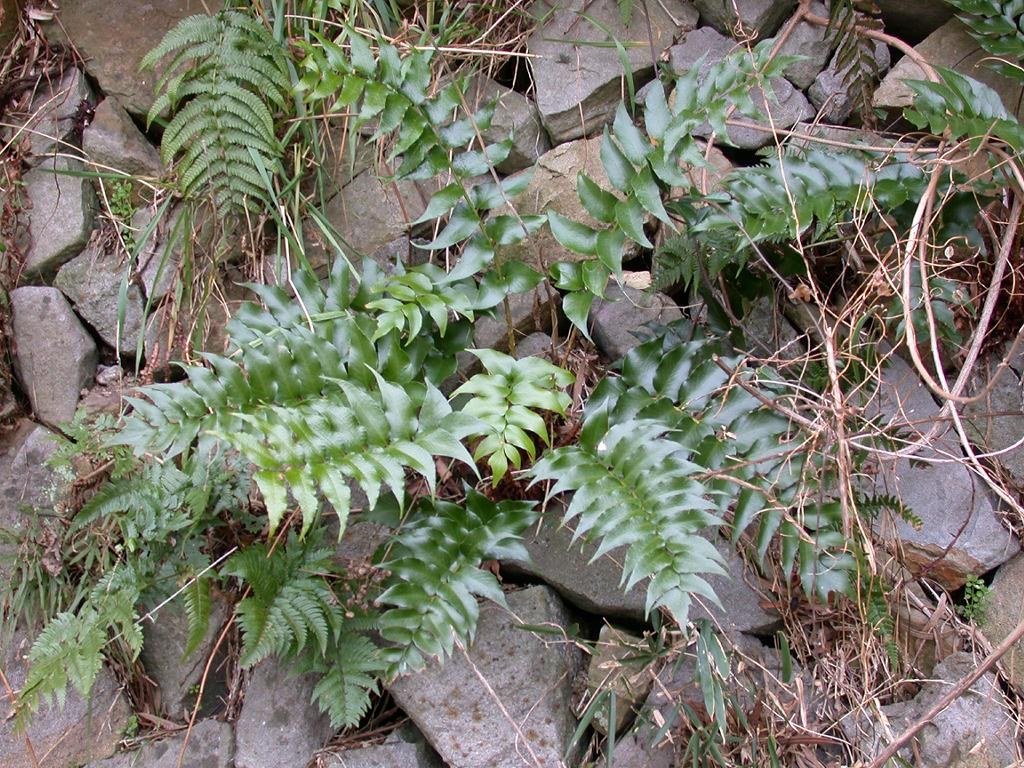
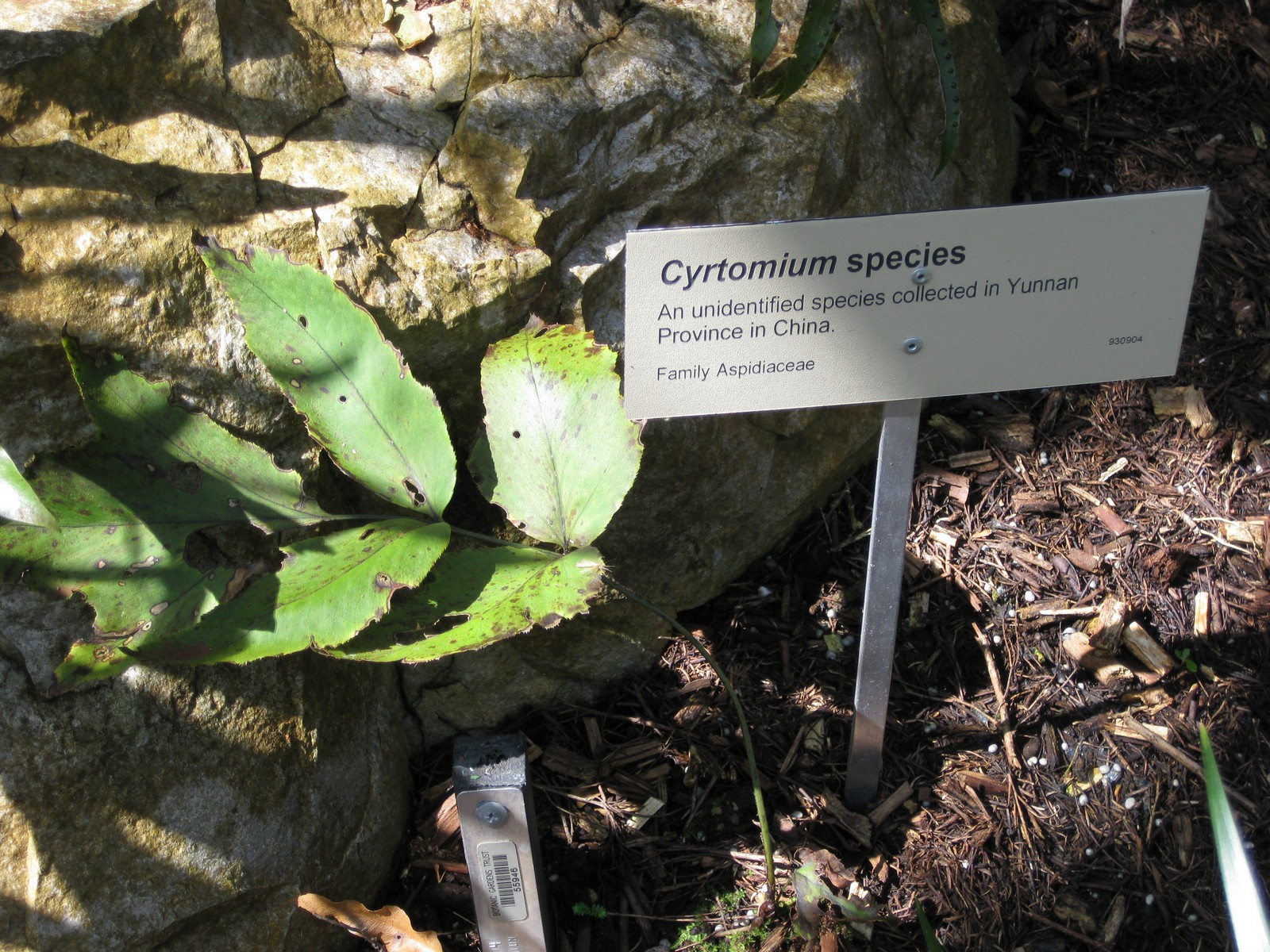

## Dottertaxa tillCyrtomium, i alfabetisk ordning[1]
- Cyrtomium aequibasis
- Cyrtomium anomophyllum
- Cyrtomium atropunctatum
- Cyrtomium caryotideum
- Cyrtomium chingianum
- Cyrtomium confertifolium
- Cyrtomium conforme
- Cyrtomium devexiscapulae
- Cyrtomium dubium
- Cyrtomium elongatum
- Cyrtomium falcatum
- Cyrtomium fortunei
- Cyrtomium grossum
- Cyrtomium guizhouense
- Cyrtomium hemionitis
- Cyrtomium laetevirens
- Cyrtomium latifalcatum
- Cyrtomium lonchitoides
- Cyrtomium luctuosum
- Cyrtomium macrophyllum
- Cyrtomium membranifolium
- Cyrtomium micropterum
- Cyrtomium muticum
- Cyrtomium nephrolepioides
- Cyrtomium obliquum
- Cyrtomium omeiense
- Cyrtomium pachyphyllum
- Cyrtomium pseudocaryotideum
- Cyrtomium serratum
- Cyrtomium shingianum
- Cyrtomium sinningense
- Cyrtomium taiwanianum
- Cyrtomium takusicola
- Cyrtomium tsinglingense
- Cyrtomium tukusicola
- Cyrtomium urophyllum
- Cyrtomium yamamotoi
- Cyrtomium yunnanense